# 事務管理コード
事務管理コード（じむかんりコード）とは、日本国有鉄道（国鉄）が定めたコード番号である。旅客営業取扱基準規程（旅程）では、単に「コード番号」と呼ばれ、他に「駅番号」「事務管コード」と略す者も一部いる。
本頁では、事務管理コードに加えて、旅客営業取扱基準規程に定めるコード番号についても取り上げる。

## 概説

### 事務管理コードが使用される例
マルスシステムや指定席券売機など、駅の自動券売機では表示されないため、旅客が直接目に触れる機会は少ない。出札が事務管理コードを記載しなければならない切符は、以下のように定められており、もっぱら補充券等に限られる。
旅程第199条（補充片道乗車券の発行方）によれば、他駅発の乗車券において記載することが定められている。また、補充往復乗車券（同203条）、補充連続乗車券（同206条）、補充定期乗車券（同209条）、特別補充券（同235条）についても記載しなければならない。その他の補充券でも、事務管理コードを記載して常備式にすることがある（同181条）。
ただ、特別補充券による発券を除き、乙片（支社等に提出する片）には記載するものの、甲片（旅客に交付する片）には記載されない。このため、旅客が事務管理コードに直接接することができるのは、特別補充券による発券の場合のみである。

## 1984年時点における国鉄の事務管コード

### コード番号の仕組み
国鉄時代にはコード番号は6桁の数字で表示されていた。
|      | 1桁目 | 2桁目      | 3桁目    | 4桁目    | 5桁目 | 6桁目 |
| ---- | ----- | ---------- | -------- | -------- | ----- | ----- |
| 例   | 4     | 4          | 0        | 1        | 0     | 1     |
| 意味 | 地区  | 鉄道管理局 | 所属路線 | 所属路線 | 駅    | 駅    |

- 1桁目：国鉄9支社時代の区分
- 2桁目：国鉄の鉄道管理局、
- 3，4桁目：その駅の所属路線によって割り当てられる
- 5，6桁目：駅番号は下り方面に通し番号だが、新駅開業などで連続性が失われている場合がある

### 特定都区市内制度などによる特定コード番号
旅程第199条（9）によれば、旅客営業規則（旅規）第86条の特定都区市内、旅規第87条の東京山手線内、および旅規第88条の新大阪・大阪発着となる場合も、コード番号（特定コード）が存在する。各事務管理コードは、以下のようになっていた。
| 特定都区市内名 | コード番号 |
| -------------- | ---------- |
| 札幌市内       | 139901     |
| 仙台市内       | 239901     |
| 東京都区内     | 449901     |
| 東京山手線内   | 449902     |
| 横浜市内       | 449903     |
| 名古屋市内     | 539901     |
| 京都市内       | 619902     |
| 大阪市内       | 619901     |
| 新大阪・大阪   | 619910     |
| 神戸市内       | 619903     |
| 広島市内       | 809901     |
| 北九州市内     | 919901     |
| 福岡市内       | 919902     |

## その他のコード番号
補充券で乗車券等を発行する場合、発駅または着駅のコード番号以外にも、経由駅や接続駅のコード番号を相当欄に記入する。甲片は旅客に、乙片は1旬ごとに、旅客鉄道会社の定める方法によって、支社等の電算処理担当箇所長あるいは情報システム室長に提出する。

### 1989年時点における経由駅コード
旅程186条の規定により経由線名を表示したものは、その経由線中の主要駅コード番号を、また経由駅名を表示したものについては、その当該駅コード番号を経由欄下段に記入する。このほか、新幹線や連絡社線を経由（通過）する場合は、以下のように表示する。
- 新幹線を経由する場合
  - 当該乗車区間を「9－－－－－」とし、新幹線の乗車駅と下車駅のコード番号を表示する。
- 連絡会社線および自動車線を通過する場合
  - 当該乗車区間を「8－－－－－」とし、接続となる旅客鉄道会社の乗車駅と下車駅のコード番号を表示する。
- のぞみ号およびはやぶさ号に乗車する場合
  - 当該乗車区間を「5－－－－－」とし、のぞみ号およびはやぶさ号の乗車駅と下車駅のコード番号を表示する。
- グランクラスに乗車する場合
  - 当該乗車区間を「6－－－－－」とし、グランクラスを利用する区間の乗車駅と下車駅のコード番号を表示する。

### 接続コード
連絡運輸の接続駅ごとに付与されているコードである。接続駅ごとに、4桁で構成されている。

### 貨物取扱駅コード
4桁で構成されるコード番号である。事務管コードとは、1桁目（国鉄の支社区分）以外の関連性はない。旅客向きの事務管コードはJR西日本管内及び関連する区間を除いてほとんど公開されていないが、貨物取扱駅コードは『貨物時刻表』にて公開されている。